# Apoclima nigrum
Apoclima nigrum är en stekelart som beskrevs av Dasch 1992. Apoclima nigrum ingår i släktet Apoclima och familjen brokparasitsteklar. Inga underarter finns listade i Catalogue of Life.